# Signoria

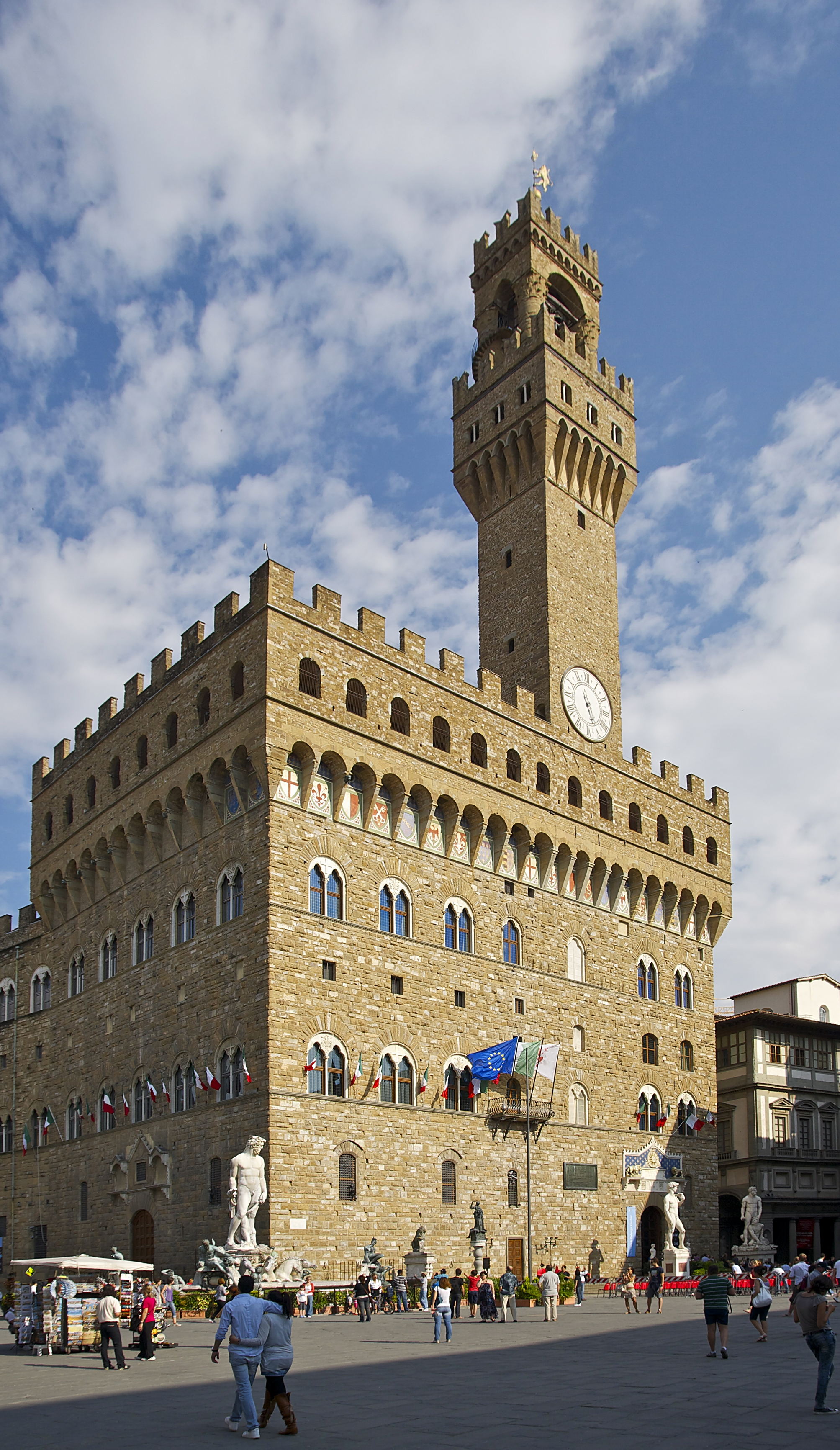
El Palazzo della Signoria de Florencia.

La signoria (en plural, signorie) representa la evolución institucional de muchas comunas urbanas de la Italia centro-septentrional desde finales del siglo XIII.
Esta institución se desarrolló a partir de la concesión de cargos de podestà o capitano del popolo a los jefes de las familias preeminentes de la ciudad, con poderes excepcionales y una duración a menudo vitalicia. De esta manera se respondía a la exigencia de un gobierno fuerte y estable que pusiera término a la endémica inestabilidad institucional y a los violentos conflictos políticos y sociales, sobre todo entre magnates y populares. Además, las comunas medievales habían mantenido el contado y las ciudades sometidas en condiciones de minoría jurídica y económica. "En la base de la transformación de la comuna en signoria está el impulso del contado, de las ciudades menores y de las facciones derrotadas y humilladas, que presionaban para que se llegara a un sistema de gobierno que pusiera a todos en condiciones de igualdad jurídica. Es así como en la vida de las ciudades termina por imponerse un hombre, generalmente noble, que de algún modo consigue la confianza de una parte relevante de la población". El signore, una vez afirmado su poder por haber sabido explotar hábilmente una determinada situación, gobierna luego con imparcialidad.
Los signori más ricos y poderosos consiguieron obtener la facultad de designar su sucesor, dando inicio así a dinastías de signori a través de la legitimación del emperador, que concedía el título de duque (a menudo a cambio de una fuerte compensación por parte de los signori). Seguían funcionando las instituciones comunales, aunque a menudo se limitaban a ratificar las decisiones del signore.
Las dinastías más importantes fueron las de los Médici, Gonzaga y Sforza, pero también las Della Torre, Visconti, Montefeltro, Estensi, Della Scala y Malatesta tuvieron en determinados momentos una notable importancia.
Algunas signorie del norte de Italia fueron de origen feudal, ya que se constituyeron gracias al poder de un gran señor feudal que consiguió imponerse sobre las ciudades creadas en su feudo, las cuales por su escasa fuerza económica y política no se le podían oponer eficazmente. Fueron de este tipo las signorie de los marqueses de Montferrato, y de los condes de Saboya, que consiguieron imponerse sobre un territorio entre Piamonte y Saboya. Durante un corto período de tiempo en el Véneto se impuso la signoria feudal de Ezzelino da Romano.

## Historia
Inicialmente, las signorie se presentaron como "signorie escondidas". No eran instituciones legítimas de las que el pueblo conociera su funcionamiento, sino que estaban "escondidas". Se llamaban así porque se añadieron a las instituciones comunales sin mostarse abiertamente y sin cambiar aparentemente la institución vigente. Con esta signoria todavía en la sombra, pero ya fuerte, subieron al poder muchos aventureros, pero sobre todo familias de la antigua nobleza feudal. Estas, tras haber gobernado durante una o dos generaciones, decidieron legitimar su poder y hacerlo hereditario. En el siglo XIV obtenían el título de vicario imperial y entre los siglos XIV y XV los títulos de duque y marqués. La asignación de estos títulos es síntoma de la estabilización del poder de los signori. En aquel tiempo, los emperadores alemanes pretendían la soberanía feudal en la Italia septentrional. Sin embargo, ya desde la segunda mitad del siglo XIV, estos no conseguían gobernar las regiones septentrionales. Así fue posible la afirmación de las signorie.
Finalmente las signorie evolucionaron en principados con dinastías hereditarias. Esto sucedió cuando los signori, reconociendo al emperador y pagándole una cantidad de dinero, fueron legitimados y reconocidos como autoridad por súbditos y príncipes. Este cambio fue posible gracias a la incapacidad de los soberanos alemanes de mantener el orden en el norte de Italia y gracias a la poca dificultad que encontraban los signori para ser reconocidos como autoridad legítima.
Durante el siglo XIV las burguesías de las ciudades más importantes intentan conseguir el control de territorios cada vez más grandes alrededor de la ciudad para imponer su monopolio económico y también con el objetivo de eliminar, con la fuerza si era necesario, a las signorie menos importantes. "De la pequeña signoria se pasa al principado, que es un estado regional en el cual los poderes están concentrados en las manos de un príncipe, quien, como los monarcas europeos, ha conseguido limitar los poderes de la antigua nobleza y de las jerarquías eclesiásticas."

## Signoriede Italia
Entre las signorie más importantes destacan: 
- En territorio imperial:

| Ciudad    | Signoria                      |
| --------- | ----------------------------- |
| Milán     | Della Torre, Visconti, Sforza |
| Mantua    | Bonacolsi, Gonzaga            |
| Verona    | Ezzelini, Della Scala         |
| Padua     | Ezzelini, Da Carrara          |
| Treviso   | Ezzelini, Da Camino           |
| Florencia | Médici                        |
| Siena     | Petrucci                      |
| Volterra  | Belforti                      |

- En territorio pontificio:

| Ciudad            | Signoria                     |
| ----------------- | ---------------------------- |
| Ferrara           | Estensi                      |
| Rávena            | Da Polenta                   |
| Bolonia           | Bentivoglio                  |
| Rímini            | Malatesta                    |
| Cesena            | Malatesta                    |
| Forlì             | Ordelaffi                    |
| Faenza            | Manfredi                     |
| Imola             | Alidosi                      |
| Fano              | Malatesta                    |
| Camerino          | Varano                       |
| Urbino            | Da Montefeltro, Della Rovere |
| Foligno           | Trinci                       |
| Gubbio            | Gabrielli                    |
| Perugia           | Baglioni                     |
| Città di Castello | Vitelli                      |

- Desde 1423 se designaba al gobierno ducal de Venecia con el nombre de Serenissima Signoria.